# Launch Complex 9
| Launch Complex 9                                             | Launch Complex 9                |
| ------------------------------------------------------------ | ------------------------------- |
| Navaho-Rakete auf der Startrampe des Launch Complex 9 (1956) |                                 |
| Koordinaten                                                  | 28° 27′ 7″ N, 80° 33′ 22″ W     |
| Typ                                                          | Startplatz für Marschflugkörper |
| Betreiber                                                    | U.S. Space Force                |
| Launch Pads                                                  | 1                               |
| Raketen                                                      | Navaho                          |
| Erster Start                                                 | 6. November 1956                |
| Letzter Start                                                | 18. November 1958               |
| Starts insgesamt                                             | 10                              |
| Status                                                       | inaktiv                         |
| CCAFS                                                        |                                 |

Der Launch Complex 9 (LC-9) ist eine stillgelegte Startrampe der Cape Canaveral Space Force Station (ehemals CCAFS) auf Merritt Island, Cape Canaveral in Florida, USA. Sie wurde zwischen 1956 und 1958 für das Testprogramm des Marschflugkörpers Navaho genutzt.

## Geschichte
Der Launch Complex 9 wurde Mitte der 1950er von der US-Luftwaffe für Probestarts des unbemannten Navaho-Marschflugkörpers (engl. cruise missile) errichtet. Eine Navaho-Rakete bestand aus zwei Teilen, einer Startrakete sowie dem eigentlichen Marschflugkörper mit zwei Staustrahltriebwerken zum Antrieb. Das Konzept sah vor, das der geflügelte Marschflugkörper durch die Startrakete in eine Höhe von 13 km gebracht wird, sich dann bei einer Geschwindigkeit von Mach 3 abtrennt und den Flug selbständig fortsetzt. Bei erfolgreichen Missionen würde der Marschflugkörper schließlich auf einer Landebahn der Cape Canaveral Air Force Station landen.
Die US-Luftwaffe erkannte Launch Complex 9 am 29. Juni 1956 offiziell an, der erste Start erfolgte am 6. November desselben Jahres und endete mit der Zerstörung der Rakete nach 26 Sekunden. Beim dritten Navaho-Startversuch am 25. April 1957 kam es zu einer Explosion des Marschflugkörpers auf dem Starttisch, bei der die Startrampe beschädigt wurde. Auch die folgenden Starts waren nicht erfolgreich, so dass das Programm 1957 eingestellt wurde und Navaho durch die Atlas-Interkontinentalrakete ersetzt wurde. Der letzte Start von Launch Complex 9 fand am 18. November 1958 statt; die Startanlagen wurden 1959 teilweise abgebaut, um Raum für Startrampen der Minuteman-Interkontinentalrakete zu machen. Insgesamt starteten zehn Navaho-Raketen von Launch Complex 9.

## Der Komplex
Die Navaho-Rakete stand im Zentrum des Starttischs, über einer Ablenkplatte für die Druckwelle. Die Abgase der Triebwerke wurden über den Flammengraben abgeleitet und durch einen Wassermantel gekühlt. Auf der anderen Seite der Startrampe befand sich der so genannte Richtarm, der die Rakete vor dem Start aufstellte und für Wartungsarbeiten benutzt werden konnte. Außerdem konnte ein auf Schienen befestigte Wetterschutz über den Startplatz gefahren werden. Die Starts der Navaho-Rakete wurden aus einem benachbarten Bunker, dem Blockhaus, überwacht, der heute als Lagerraum dient. Von dort aus konnte die Startrampe durch ein Periskop oder angewinkelte Spiegel beobachtet werden.

## Startliste
| Datum              | Zeit (UTC) | Raketentyp | Seriennummer |
| ------------------ | ---------- | ---------- | ------------ |
| 6. November 1956   |            | Navaho     | 03           |
| 22. März 1957      |            | Navaho     | 06           |
| 25. April 1957     |            | Navaho     | 07           |
| 26. Juni 1957      |            | Navaho     | 08           |
| 18. September 1957 |            | Navaho     | 10           |
| 13. November 1957  | 17:28      | Navaho     | 11           |
| 10. Januar 1958    | 19:38      | Navaho     | 13           |
| 26. Februar 1958   | 17:22      | Navaho     | 12           |
| 11. September 1958 |            | Navaho     | 14           |
| 18. November 1958  | 21:03      | Navaho     | 04           |